# آلوسر
آلوسر گونه‌ای از مار است که از غرب در بلوچستان در مناطق خاوری ایران، عربستان، مناطق جنوبی ازبکستان، هندوستان، پاکستان، ایران، سریلانکا، آسیای مرکزی، شوروی پیشین، تاجیکستان زندگی می‌کند.
بیابان‌ها، دشت‌ها، مناطق صخره‌ای با شن‌های نرم، چمنزارها و باغچه‌ها زیستگاه این مار است.